# Mehmet Topal
Mehmet Topal (Malatya, Turquia, 3 de març de 1986) és un futbolista turc que juga com a migcampista.

## Biografia
És conegut com a «l'aranya turca» a causa de la seua qualitat com recuperador de balons. També té gran calma sota pressió, i se li coneix per la seua gran capacitat de tir, treta segons el, del seu ídol, Patrick Vieira.
No és molt ràpid, però ho contraresta amb el seu excel·lent posicionament tàctic, i la seua corpulència física, a l'hora de traure el baló jugat, frega el notable.
Va signar pel Galatasaray SK al setembre de 2000 quan jugava per al Çanakkale Dardanelspor on va vestir la samarreta núm. 69. El dia 12 de maig de 2010, s'anuncia el seu fitxatge amb el València CF per una quantitat a prop dels 4,5 milions de €, segons els diferents mitjans de comunicació, i un contracte de 4 anys.

## Clubs
| Club                   | País     | Període   | PJ  | G |
| ---------------------- | -------- | --------- | --- | - |
| Çanakkale Dardanelspor | Turquia  | 2002-2006 | 42  | 4 |
| Galatasaray SK         | Turquia  | 2006-2010 | 128 | 6 |
| València CF            | València | 2010-2012 |     |   |
| Fenerbahçe SK          | Turquia  | 2012-     |     |   |

## Palmarés

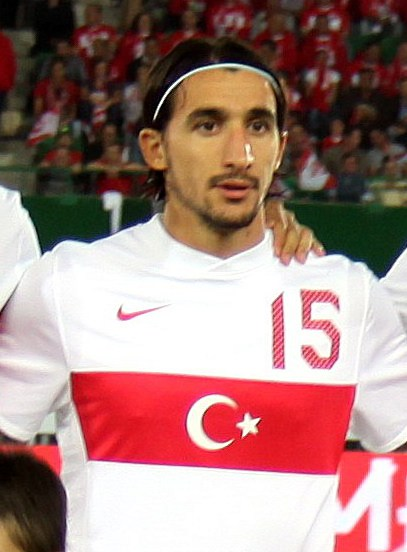
Mehmet Topal amb Turquia.

### Campionats nacionals
| Títol                 | Club           | País    | Any       |
| --------------------- | -------------- | ------- | --------- |
| Superlliga de Turquia | Galatasaray SK | Turquia | 2007-2008 |
| Supercopa de Turquia  | Galatasaray SK | Turquia | 2008      |